# 中华暗蛛
中华暗蛛（学名：Amaurobius chinensicus）为暗蛛科暗蛛属的动物。在中国大陆，分布于广东等地。该物种的模式产地在广东。